# سیارک ۱۵۵۰۰
سیارک ۱۵۵۰۰ (به انگلیسی: 15500 Anantpatel، نامگذاری:1999FO26) پانزده هزار و پانصدمین سیارک کشف شده‌است که در ۱۹ مارس ۱۹۹۹ کشف شد.
قدر مطلق سیارک برابر ۱۶.۲ است.